# نوفويوليانوفسك
نوفويوليانوفسك (بالروسية: Новоульяновск) هي إحدى مدن روسيا في الكيان الفدرالي الروسي أوليانوفسك أوبلاست.

## أعلام
- ميخائيل بوريسوف